# Ягудин, Шамиль Хайруллович
Шамиль Хайруллович Ягудин (10 февраля 1932, Усть-Инза, Средневолжский край — 18 мая 2005, Москва) — советский артист балета, балетмейстер, народный артист РСФСР.

## Биография
Родился 10 февраля 1932 года в деревне Усть-Инза Средневолжского края (ныне Ильминский сельсовет, Никольский район, Пензенская область). Учился при театральной студии Куйбышевского театра оперы и балета. В 1952 году окончил Московское хореографическое училище Большого театра СССР (педагог А. Жуков).
В 1952—1978 годах — артист балета Большого театра. Исполнил более тридцати партий в классических балетах и спектаклях.
В 1976 году окончил балетмейстерское отделение ГИТИСа. С 1974 года работал в качестве педагога-репетитора. В 1999 году оставил театр, был педагогом-репетитором в различных зарубежных балетных труппах.
Умер 18 мая 2005 года в Москве, похоронен на Троекуровском кладбище.

## Семья
- Жена — оперная певица Тамара Сорокина (1931—2021), народная артистка РСФСР.
- Сын — дирижёр и пианист Павел Сорокин (род. 1963), заслуженный артист России, дирижёр Большого театра.

## Награды и премии
- I премия по классическому танцу на 1953 году в Бухаресте за танец гопак балета «Тарас Бульба».
- Лауреат Всесоюзного конкурса артистов балета (1956).
- Орден «Знак Почёта» (1959).
- Заслуженный артист РСФСР (26.07.1962).
- Народный артист РСФСР (1969).

## Партии в балетах
- «Бахчисарайский фонтан» Б. Асафьева, хореография Р. Захарова — Нурали
- «Половецкие пляски» в опере «Князь Игорь» А. Бородина, хореография К. Голейзовского — Куман
- «Ромео и Джульетта» С. Прокофьева, хореография Л. Лавровского — Шут
- «Красный цветок» Р. Глиэра, хореография Л. Лавровского — Акробат
- «Лебединое озеро» П. Чайковского, хореография М. Петипа, Л. Иванова, А. Горского в редакции Ю. Григоровича — Злой гений
- «Петрушка» И. Стравинского, хореография М. Фокина — Петрушка
- «Лейли и Меджнун» С. Баласаняна в постановке К. Голейзовского — Ибн-Салом
- «Жизель» А. Адана, хореография Ж. Коралли, Ж. Перро, М. Петипа в редакции Л. Лавровского — Ганс
- «Чиполлино» К. Хачатуряна в постановке Г. Майорова — Виноградинка
- «Фауст» Ш. Гуно (картина «Вальпургиева ночь»), хореография Л. Лавровского — Пан
- «Гаянэ» А. Хачатуряна, хореография В. Вайнонена — Танец с саблями

## Фильмография
1. 1971 — Вальпургиева ночь (фильм-балет)
2. 1972 — Воскресный музыкант — артист балета
3. 1972 — Половецкие пляски (фильм-балет)